# Kateřina Bucková
Kateřina Bucková (ur. 28 kwietnia 1978 roku w Náchodzie) – czeska siatkarka, reprezentantka kraju, grająca na pozycji środkowej. Obecnie występuje w Entente Sportive Le Cannet-Rocheville.

## Kluby
- NH Ostrava (do 1999 r.)
- RC Cannes (1999–2005)
- Volley Santeramo (2005–2006)
- Volley Padwa (2006–2007)
- Futura Volley Busto Arsizio (2007–2008)
- TJ Sokol Poruba (styczeń-kwiecień 2009)
- RC Cannes (2009–2010)
- Entente Sportive Le Cannet-Rocheville (od 2010)

## Sukcesy
- Liga Mistrzyń:
  - : 2002, 2003
  - : 2010
- Mistrzostwo Francji:
  - : 2000, 2001, 2002, 2003, 2004, 2005, 2010
- Puchar Francji:
  - : 2000, 2001, 2003, 2004, 2005, 2010